# Australasian Professional Championship
Die Australasian Professional Championship 1969 fand im Herbst 1969 im neuseeländischen Auckland als einmalig ausgetragener Ableger der Australian Professional Championship statt. Das Turnier mit mindestens drei Teilnehmern begann mit einer Gruppenphase und endete mit einem Finale am 16. und 17. November 1969 zwischen Eddie Charlton und Warren Simpson, das Charlton mit 11:6 gewann.